# My Dear (BoAの曲)
『My Dear』（マイ・ディアー）はBoAの配信限定シングル。

## 解説
シングルとしては、『I believe』から約1年振りのシングルとなり、配信限定シングルとしては、2019年の『Wishing Well』から約2年ぶりとなる。
本作は自身がデビューしてから20年の間、支えてくれたファンに対するBoA自身の気持ちを表した楽曲だという
。
歌詞の内容はこれまでに支えてくれたファンに対しての想いを綴ったものとなっており、BoA曰く、ファンに向けてのメッセージソングという位置付けであるとのことで、本来は20周年の節目を受けてパフォーマーとしてのBoAの一面を見せる楽曲にすることを検討していたが、新型コロナウイルスの感染拡大の状況下が続いている中、家に籠る時間の長さを考慮した結果、本作が制作されたのだという。
さらに歌詞の内容の中で一見強く見える人が実は強いわけではない、そうなろうとする心情も描かれており、加えて過去の曲のタイトルやワードが登場したりと、過去から現在に至るまでのBoA自身の姿や心情ともリンクするところが多い楽曲であるのだという。

## 収録曲
1. My Dear (3:26)
作詞：MEG.ME / 作曲：Anne Judith Wik、Ronny Svendsen、Gabriel Brandes、Alejandra Calemme / 編曲：Alejandra Calemme